# Deutsche Legion (1919)
Als Deutsche Legion bezeichnete sich ab August 1919 eine Vereinigung verschiedener deutscher Freikorps im Baltikum während des lettischen Unabhängigkeitskrieges und des Russischen Bürgerkriegs. Der kurzlebige Verband unterstellte sich der Westrussischen Befreiungsarmee und wurde nach deren militärischer Niederlage im Dezember 1919 aufgelöst.

## Vorgeschichte
Zum Schutz vor den bolschewistischen Armeen bildete sich 1919 in Lettland die Baltische Landeswehr aus deutsch-baltischen, lettischen und russischen Freiwilligen. Daneben wurden durch die Werbestelle Baltenland auch reichsdeutsche Offiziere und Soldaten angeworben. Nachdem die Bolschewiki im Juni 1919 entscheidend geschlagen waren, kam es zu einem bürgerkriegsähnlichen Konflikt zwischen Deutsch-Balten und estnisch-lettischen Verbänden. Am 3. Juli 1919 beendete der Waffenstillstand von Strasdenhof diese Kampfhandlungen. Die Baltische Landeswehr wurde Teil der Armee Lettlands und entließ alle Reichsdeutschen.

## Regiment „Baltenland“
Die entlassenen reichsdeutschen Einheiten der Landeswehr wurden daraufhin zu einem Regiment unter Major Freiherr von Huene zusammengefasst. Es waren dies die Freikorps Medem, Petersdorff, Khaynach und Jena sowie die Batterie Löwe. Diese Truppen bezogen den Raum südlich Riga und bildeten später den Grundstock der Deutschen Legion.
Im Verlauf des Sommers begann auf Druck der Entente Cordiale die Rückführung der deutschen Truppen aus Lettland und Litauen. Die Masse der Freiwilligen wollte jedoch im Baltikum verbleiben, da durch Arbeitslosigkeit und Verkleinerung des Heeres keine Zukunftsaussichten in Deutschland bestanden. Außerdem hoffte man, im Einvernehmen mit der Entente, den Weißen Armeen und den neuen Staaten Litauen und Lettland bei einer Offensive auf Moskau oder St. Petersburg zum Einsatz zu kommen.
Während die verschiedenen Verhandlungen zu keinem Abschluss kamen, gingen die Räumungen weiter. Mitte August kam die Reihe an die Eiserne Division, welche eine führende Rolle bei den kurländischen Siedlungsplänen und einem Zusammenschluss mit der Westrussischen Befreiungsarmee spielte. Der Kommandeur Josef Bischoff verweigerte am 23. August den Abmarschbefehl für eines seiner Bataillone und vollzog damit den Bruch mit der Reichsregierung.

## Entstehung
Wenige Tage später schlossen sich verschiedene Freikorps, die ebenfalls einen Übertritt zu den Russen in Betracht zogen, unter dem Namen „Deutsche Legion“ zusammen. Als Führer wurde der Kapitän zur See Paul Siewert gewählt.
Das Hauptziel Siewerts war eine Bekämpfung des Bolschewismus; Siedlungspläne spielten im Gegensatz zur Eisernen Division keine Rolle. In einem „Aufruf der deutschen Freikorps an das deutsche Vaterland und alle Kulturvölker der Erde“, welcher unter anderem dem Reichswehrminister Gustav Noske überreicht wurde, waren diese Ansichten dargelegt.
Der Plan war, baldmöglichst das Gebiet Lettlands zu verlassen. Auf die litauischen Bahnverbindungen gestützt sollte mit der Basis Dünaburg nach Osten vorgegangen werden. Politische und wirtschaftliche Hemmnisse ließen diesen Plan allerdings nicht zur Ausführung kommen. Nach einem längeren Schwebezustand erfolgte Anfang Oktober 1919 der offizielle Übertritt zur Westrussischen Befreiungsarmee des Obersten Bermondt. Alle diejenigen, die die deutsche Staatsbürgerschaft behalten wollten, waren in der Zwischenzeit ausgetreten.

## Gliederung
Dem Divisionsstab unterstanden im September 1919 etwa 10.000 Mann. Nach dem Tod von Siewert am 16. November übernahm der selbst verwundete Generalstabsoffizier Otto Wagener die Führung. Die Einheiten bildeten sich aus dem Regiment Baltenland, den Freikorps Brandis und Stewer, der Abteilung Medem, der Gruppe Jena, dem Badischen Sturmbataillon, dem österreichischen Streifkorps, der Flieger-Abteilung 426 und dem Kampfgeschwader Sachsenberg.

## Kämpfe mit Letten und Litauern
Am 8. Oktober trat die Masse der Deutschen Legion bei Iecava nach Norden an. Lettische Truppen wurden über die Düna zurückgeschlagen. Nach der Besetzung von Thorensberg bei Riga wurde die Front ostwärts entlang der Düna bis Friedrichstadt ausgedehnt und gegen lettische Angriffe gehalten.
Ein erwartetes Einvernehmen mit der Republik Lettland kam nicht zustande. Stattdessen übte die Entente Cordiale nun stärksten Druck auf Deutschland aus, um eine Rückführung der ungehorsamen Truppen zu erreichen. Wegen des weiteren Abzugs von regierungstreuen Truppen mussten Teile der Deutschen Legion (u. a. Freikorps Brandis) auch bald den Bahnschutz in Litauen selbst übernehmen. Nach einer strengeren Grenzsperrung in Ostpreußen kam kein weiterer Nachschub mehr zu den Baltikumtruppen. Durch den einsetzenden Winter war auch die zugefrorenen Düna keine Stütze der Verteidigung mehr. Eine erfolgreiche Beendigung des Unternehmens war aussichtslos und die Freiwilligen „kündigten“ zu Tausenden.
Anfang November 1919 begann eine Gegenoffensive der lettischen Armee. Die Deutsche Legion kam in ihren verteilten Positionen bei Skaistkalne, Jaunjelgava, Iecava und nördlich Mitau in eine gefährliche Lage. Bis 15. November war die Division in zwei Teile zerrissen und hatte schwere Verluste erlitten. Nach dem Rücktritt zum deutschen Generalkommando VI.(Generalleutnant Eberhardt) wurde versucht, durch Gegenangriffe an der Eckau einen geordneten Rückzug zu ermöglichen. Beim weiteren Rückzug auf Ostpreußen hatten die geschlagenen Truppen einen Kleinkrieg gegen lettische und litauische reguläre Truppen und Banden zu bestehen, welche versuchten, sich möglichst viel von dem Heeresgut der deutschen Baltikumtruppen anzueignen.

## Auflösung
Bis zum 13. Dezember hatte die Deutsche Legion die Grenze bei Tilsit überschritten und wurde auf verschiedenen Truppenübungsplätzen im Reich demobilisiert. Den Soldaten und Offizieren wurde eine Amnestie gewährt, eine Aufnahme in höhere Positionen der Reichswehr jedoch versagt. Die ehemaligen Baltikumer fühlten sich von der Heimat betrogen und waren ein Unruhefaktor in der Weimarer Republik.